# Pahlavidynastie

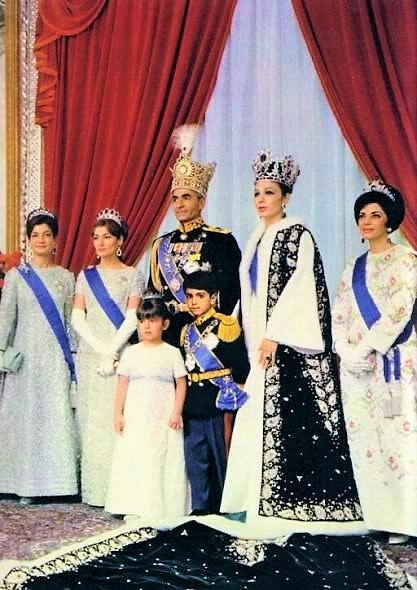
Kroning van Mohammad Reza Pahlavi in 1967

Pahlavi (Pahlawi, Pehlavi en diverse andere spellingvarianten) is een Iraanse dynastie van sjahs, die er twee voortbracht:
- Reza Pahlavi is de stichter van de dynastie. Hij werd geboren als Reza Khan en nam de pre-islamitische naam Pahlavi aan na zijn benoeming tot sjah. Hij regeerde van 1925 tot 1941.
- Mohammad Reza Pahlavi is zijn zoon en regeerde van 1941 tot aan de Iraanse Revolutie van 1979.